# Linie de înaltă tensiune în curent continuu

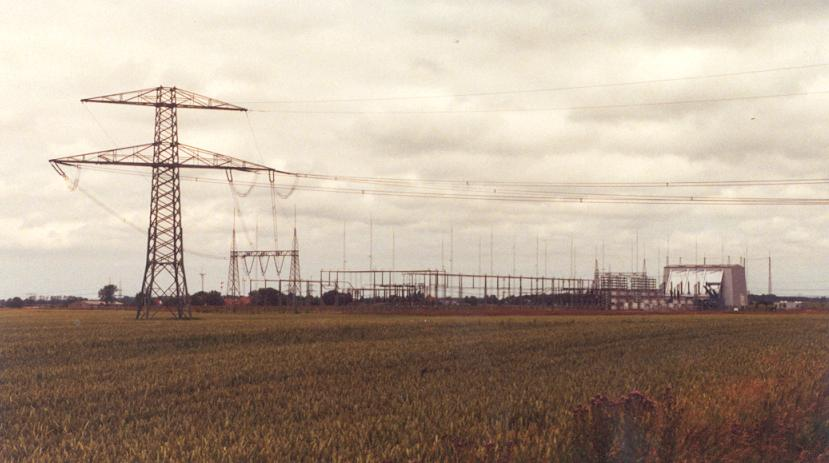
Staţie de comutare în Bentwisch parte a liniei monopolare Kontek de 400kV/600MW dintre Germania şi Seeland/Danemarca

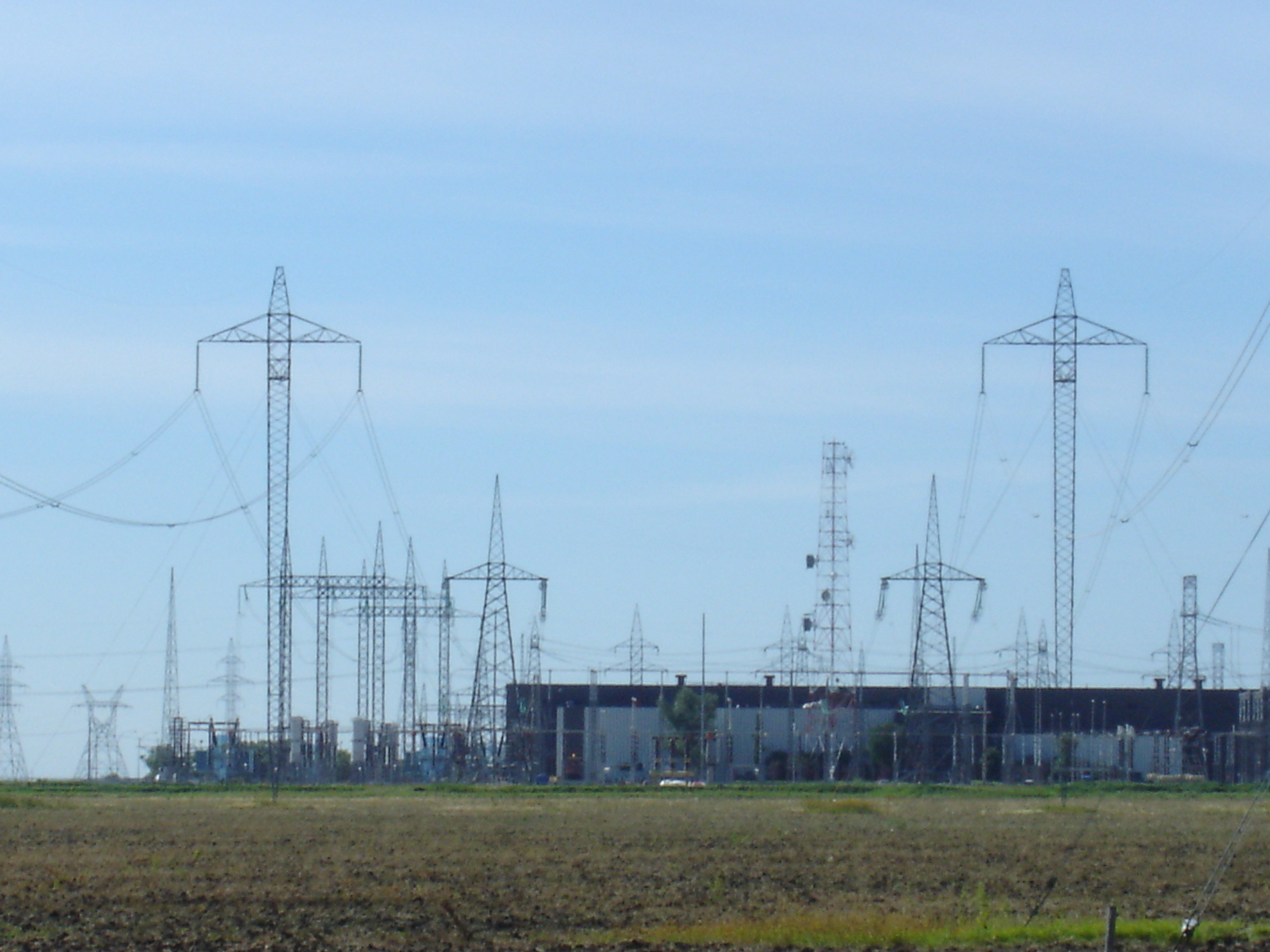
Stație de comutare a liniei de înaltă tensiune în curent continuu al Proiectului Hidroelectric de pe Râul Nelson în Canada

Transportul energiei prin linii de înaltă tensiune în curent continuu (HVDC – engleză, HGÜ - germană), spre deosebire de modul de transport foarte răspândit utilizând linii de înaltă tensiune în curent alternativ, este un procedeu de transport al energiei electrice în curent continuu sub o tensiune de 100-1000kV.

## Principiu de funcționare

### Instalații de comutare

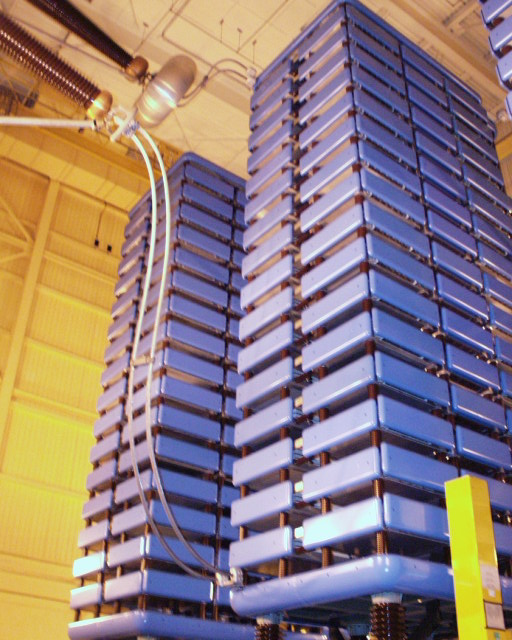
Blocuri de tiristoare la stația de comutare din Henday-Manitoba pentru 2000 A, 250 kV curent continuu

La ambele capete ale unei unei linii de înaltă tensiune în curent continuu se găsește câte o stație de comutare. Stațiile, pe lângă instalațiile de reglare mai adăpostesc, în general, redresoarele, transformatoare, bobine de amortizare și filtre de armonici. Redresoarele utilizate pot funcționa și în mod de invertor. Din această cauză utilarea celor două stații este identică. Prin intermediul transformatoarelor se aduce tensiunea rețelei de curent alternativ la nivelul cerut de instalație după care se redresează rezultând curent continuu. Adesea se utilizează transformatoare monofazate separate fizic montate pe fiecare fază cu ieșirea conectată la puntea de redresare. Ele mai au rolul de a izola stația de tensiunea alternativă și asigură o împământare locală.
În mod obișnuit puntea de redresare conține 6 tiristoare, 2 pe fiecare dintre faze, dar în instalațiile moderne se utilizează elemente legate în scheme de comutare în 12 pulsuri. În instalații mai vechi s-au utilizat redresoare cu vapori de mercur având un gabarit mare și nu prezentând o suficient de mare stabilitate, cu toate acestea la nivelul anului 2005 mai existau astfel de stații în funcțiune. Pentru a prelua tensiuni de ordinul a peste 100kV mai multe duzini de tiristoare se leagă în serie. Acestea trebuie să aibă un timp de comutare de ordinul microsecundelor. Mai nou se utilizează tranzistoare bipolare cu grilă. izolată (IGBT) care pot fi comandate mai simplu și prezintă un cost mai redus.
Datorită tensiunii înalte tiristoarele nu sunt comandate prin cabluri de cupru ci cu ajutorul fibrelor optice realizându-se separarea circuitelor de comandă și cele de putere. La redresoarele cu vapori de mercur transmiterea impulsurilor de inițiere se face cu ajutorul impulsurilor de înaltă frecvență.
Bobina de la ieșirea în curent continuu (care poate fi cu sau fără miez de fier) servește la reducerea ondulațiilor curentului redresat. Inductanța ei este de ordinul 0,1H - 1H
Transformatoarele, pe lângă rolul de transformare mai contribuie, prin intermediul inductivității lor și a utilizării combinate a legăturii stea și triunghi, și la amortizarea frecvențelor din rețea suprapuse peste componenta de bază a curentului de intrare.
Filtrele de armonici pe partea de curent alternativ amortizează la rândul lor alte armonici. La instalațiile cu comutare în 12 pulsuri, ele trebuie să suprime doar armonicile de ordinul 11, 13, 23 și 24. Pentru aceasta este suficientă utilizarea de circuite acordate pe armonicile 12 și 24.

### Linii

#### Monopolare
În configurațiile monopolare obișnuite, una din bornele redresorului este conectată la pământ. Cealalaltă bornă are un potențial pozitiv sau negativ față de pământ și este conectată la linia de transmisie. Ieșirea conectată la pământ poate fi legată sau nu printr-un conductor de borna corepunzătoare din cealaltă stație.
Dacă nu este utilizat un al doilea conductor curentul circulă prin pământ între bornele celor două stații. Întoarecerea curentului prin pământ atrage după sine apariția următoarelor fenomene:
- Coroziunea electrochimică a conductelor metalice subpământene cum ar fi conductele de transport gaze
- Producere prin efect de electroliză a substanțelor nocive (clor) sau schimbarea compoziției chimice în apa mării în cazul conductelor submarine.
- Un curent necompensat poate produce un câmp magnetic care poate influența instrumentele de navigație a vaselor ce trec deasupra conductelor.

Aceste efecte pot fi eliminate prin instalarea de conducte de retur printre cele două ieșiri de pământ ale stațiilor. Deorece unul din borne este conectat la pământ, conductorul corespunzător acesteia nu trebuie izolat pentru întrega tensiune , ceea ce reduce costurile. Utilizare celui de al doilea conductor este cântărit având în vedere rațiuni de ordin economic, etnic și de protecția mediului.
Sistemele monopolare moderne pe linii aeriene transportă de obicei 1500MW., dacă se optează pentru cablu subteran sau subacvatic, puterea transmisă este de 600MW.
Cele mai multe sisteme monopolare sunt proiectate pentru dezvoltarea viitoare în sisteme bipolare. În cazul liniilor aeriene, stâlpii de susținere se proiectează pentru a susține doi conductori, și în multe cazuri acești conductori chiar există fiind fie neutilizate fie legate în paralel cu primul (cum este cazul la B Baltic-Cable).

#### Bipolare
În transmisa bipolară se utilizează o pereche de conductori, fiecare aflându-se la o tensiune ridicată față de pământ și având polaritate opusă. Din această cauză fiecare din acești conductori trebui să aibă izolație dimensionată la întrega tensiune. Costurile acestor linii sunt mai mari decât în cazul anterior. Cu toate acestea prezintă avantaje ce le fac atractive:
- La funcționare normală, curentul prin pământ este neglijabil ca și în cazul liniilor monopolare cu al doilea conductor reducându-se la minimum pierderile de energie prin pământ și impactul asupra mediului.
- Dacă apare un defect pe linie, cu ajutorul electrozilor de pământ montați la stații, energia poate fi transmisă trecându-se la regim de lucru monopolar.
- Deoarece pentru o putere dată, în cazul liniilor bipolare, printr-un conductor se transmite doar jumătate din energia corespunzătoare unei linii bipolare, costurile liniilor sunt mai scăzute.
- În teren foarte accidentat, al doilea conductor poate fi montat pe un grup de stâlpi separați astfel încât există posibilitatea furnizării de energie și în cazul distrugerii uneia dintre linii.

Un sistem bipolar poate fi prevăzut și cu un conductor de împământare. Pentru evitarea coroziunii și a influenței undelor electromagnetice, pământarea se face la câțiva km depărtare de stațiile de comutare, așa că este nevoie de o linie separată. Aceasta poate fi în funcție de situație subterană sau aeriană, sau o combinație a acestora. De obicei se dimensionează pentru o tensiune de lucru de 10-20kV(medie tensiune).
Sistemele bipolare pot transporta 3000MW la o tensiune de +/-533 kV. Liniile submarine inițial construite în sistem monopolar pot fi îmbunătățite adăugându-se un al doilea cablu și trecându-se în mod de lucru bipolar.

#### Stații de cuplare încurent continuu(Back to back)
O stație back-to-back este realizată pe același amplasament, de cele mai multe ori în aceeași clădire lungimea liniei de curent continuu fiind de doar câțiva metri. Linii de înaltă tensiune în curent continuu de tip back-to-back sunt utilizate în cazul:
- cuplării rețelelor electrice de frecvență diferită (ex. Japonia)
- cuplării a doua rețele electrice care au aceeași frecvență, dar fără o relație stabilită între faze
- existenței unei diferențe între frecvența și numărul de faze ale celor două rețele (de ex. ca posibilitate pentru alimentarea liniilor de tramvaie, troleybuse, cale ferată)
- rețele cu moduri de operare diferite (cum a existat până în 1995/1996 96 în Etzenricht, Dürnrohr și Viena)

Curentul continuu din circuitul intermediar poate fi ales liber la stațiile de tip back-to-back datorită lungimii scurte a conductorului. Tensiune continuă este pe cât se poate de joasă, în scopul utilizării unui spațiu cât mai mic de către elementele de comutare și a elimina necesitatea conectării în paralel a acestora. Din acest motiv la acest tip de stații se utilizează elemente de comutare cu cel mai mare curent de sarcină disponibil.

#### Rețele decurent continuu
Varianta de transport de energie electrică prin linii de înaltă tensiune în curent continuu cea mai des utilizată este legătura dintre două terminale, unde două stații de comutare sunt legate prin linii dedicate (HVDC). Aceasta este configurația utilizată de obicei în conectarea rețelelor nesincronizate, în transportul la distanțe mari și în cablurile submarine.
Linii de înaltă tensiune în curent continuu cu mai mult de două terminale conectând mai mult de două stații sunt rare. Legarea stațiilor poate fi în serie, paralel sau mixt. Legătura paralelă tinde să să fie utilizată la stații de capacități mari, iar cea serie la stațiile mici. Un exemplu de stații multiple este Quebec - New England Transmission de 2000 MW deschis în 1992 care actualmente este cea mai extinsă rețea de stații utilizând linii de înaltă tensiune în curent continuu din lume..

#### Tripolare - current-modulating control
O schemă recent brevetată (2004)  este util în cazul transformării liniilor de înaltă tensiune trifazate existente în linii de înaltă tensiune în curent continuu. Doi din cei trei conductori funcționează în regim bipolar. Al treileaconductor este utilizat în regim monopolar în paralel, echipat cu elemente de comutare reversibile (sau elemente de comutare legate în paralel având polaritate inversă). Prin acest al treilea conductor circulă curent de la o stație la alta, schimbând periodic (într-un ritm de câteve minute) sensul. Ceilalți doi conductori vor avea în același ritm o încărcare de 1.37 respectiv 0.37 ori limita lor termică, cu al treilea conductor încărcat la +/-1.0 ori sarcina de la limita termică.
Energia termică disipată este proporțională cu media pătratică a curentului prin conductor și va fi egală cu energia disipată pentru cazul în care conductorul ar avea o încărcare constantă egală cu limita termică. Acest lucru permite încărcarea conductorilor cu curenți mai mari, și utilizarea la capacitatea nominală a celui de al treilea. Prin conductori pot circula curenți mari chiar și la o încărcare sub capacitate.
Comparând puterea medie maximă posibil a fi transportată în curent continuu la aceeași tensiune față de pământ de către un sistem tripolar rezultat din transformarea unei linii de înaltă tensiune în curent alternativ cu capacitatea ei în curent alternativ înainte de transformare, rezultă o creștere de 80 % utilizând aceiași stâlpi și conductori. Unele linii de înaltă tensiune în curent alternativ nu pot fi încărcate la limita termică datorită problemelor de stabilitate, siguranță în funcționare și putere reactivă care nu există la liniile de înaltă tensiune în curent continuu.
Sistemul funcționează fără curent de întoarcere prin pământ. Deoarece la un defect al unuia din poli sau conductori rezultă o mică pierdere de capacitate de transport și nu apar curenți de întoarcere prin pământ, sistemul are un mare grad de siguranță în funcționare. Nu se pierde timp cu deconectări/reconectări dacă se rupe un conductor. Elementele de comutare au o rezervă de supraîncărcare în caz de urgență la lucru în mod bipolar. Acest lucru probabil va permite creșteri importante în puterea transportată, cu efect însemnat în sistemele încărcate, în care la defectarea unui conductor posibilitățile de alocare de linii paralele sunt limitate. Deoarece cheltuielile de investiții sunt mai mari decât la conversia în sistem bipolar funcționând la aceeași tensiune, surplusul de capacitate rezultat, reduce proporțional costul pe megawatt. În funcție de configurația liniilor de transport, s-ar putea să apară necesitatea înlocuirii unor izolatori pentru a putea atinge mărirea de capacitate, pentru a asigura distanța corectă între linii.
La nivelul anului 2005 nu exista nici-o linie transformată în sistem tripolar. În India, o linie a fost modificată pentru a lucra în sistem bipolar.

## EfectulCorona
Efectul de descărcare Corona este rezultatul apariției de ioni în fluide neutre, cum este aerul atmosferic, sub influența câmpurilor electrice puternice. Electronii sunt smulși din elementele componente ale aerului neionizat, și ionii pozitivi sau electronii sunt atrași de conductori în timp ce particulele încărcate de aceeași polaritate sunt respinse. Acest efect poate produce pierderi de putere însemnate, să creeze interferențe sonore sau de radiofrecvență, să genereze compuși toxici cum ar fi oxidul de azot și ozonul, și să conducă la crearea de arc electric.
Efectul Corona poate apare atât în liniile de înaltă tensiune în curent continuu cât și în cele de curent alternativ; în primul caz sub formă de flux continuu.în al doilea de particule oscilante. Datorită sarcinii spațiale create în jurul conductorilor, o linie de înaltă tensiune în curent continuu poate avea o pierdere pe unitate de lungime de doar două ori mai mică decât cea a unei linii în curent alternativ transportând aceeași putere. La liniile în sistem monopolar schimbarea polarității conductorului poate conduce la un control limitat al efectului Corona. În particular polaritatea ionilor emiși poate fi controlată, ceea ce poate fi important din punct de vedere al impactului asupra mediului datorat condensării particulelor (particule cu polarități diferite au diferite lungimi de drum). Efectul corona în jurul liniilor de polaritate negativă față de pămînt poate genera considerabil mai mult ozon decât cel din jurul liniilor de polaritate pozitivă și să genereze un flux de particule ionizate dinspre conductor, cu o potențială influență dăunătoare asupra sănătății. Utilizarea tensiunii pozitive contribuie le reducerea impactului ozonului produs de liniile de înaltă tensiune în curent continuu.

## Utilizări
Din punct de vedere al cheltuielilor cu investiții, în cazul curentului continuu, stațiile sunt mai costisitoare decât cele din curent alternativ, pe când liniile mult mai ieftine. Deoarece cheltuielile cu liniile sunt proporționale cu distanța, rezultă că peste o aumită lungime liniile de înaltă tensiune în curent continuu devin mai rentabile decât cele în curent alternativ. Această limită se situează la cca 30 km în cazul cablurilor maritime și cca 500 km la cele aeriene. Posibilitatea controlării parametrilor curentului din circuitele de comutație, a conectării rețelelor nesincronizate, precum și a utilizării eficiente în transmiterea energiei prin cabluri submarine, duce adesea la utilizarea liniilor de înaltă tensiune în curent continuu la granița dintre țări pentru transfer de energie. Parcuri de generatoare eoline din largul mărilor necesită de asemenea cabluri submarine turbinele lor fiind nesincronizate. Costurile scăzute ale iniilor de înaltă tensiune în curent continuu prezintă avantaje la legături între comunități situate la mare distanță (ex. Siberia, Canada, nordul Scandinaviei).
Dezvoltarea tehnologiei IGBT(insulated gate bipolar transistors) și GTO(gate turn-off thyristor) a făcut ca liniile de înaltă tensiune în curent continuu să devină competitive și în cazul sistemelor de putere mai redusă. Acestea pot fi instalate în liniile de înaltă tensiune de curent alternativ existente cu rolul de a stabiliza fluxul de putere fără a fi nevoie de olinie suplimentară de curent alternativ în caz de scurtcircuit. Un producător a denumit acest concept "HVDC Light", altul un concept similar "HVDC PLUS" (Power Link Universal System). Ei au extins posibilitatea utilizării sistemului la blocuri cu puterea de numai câțiva zeci de MW și lungimea liniei de numai câțiva zeci de kilometri de linii aeriene. Diferența constă în modul de abordare a conceptului tehnologiei Voltage-Sourced Converter (VSC), unde "HVDC Light" utilizează modulația lățimii impulsului, iar "HVDC PLUS" este bazat pe "multilevel switching"

### Avantaje
La rețelele de curent alternative trifazice, sunt necesare cel puțin trei conductori, pe când la cele de curent continuu doar doi conductori, sau chiar numai unul dacă se utilizează pământul în locul unei linii. În acest fel se economisesc nu numai materialele conductorului ci și izolatori și material de stâlp de susținere.
Curenții de pierderi reactive corespunzători capacităților și inductivităților proprii ale liniilor impun intercalarea din loc în loc de bobine de compensare, ceea ce la liniile submarine este imposibil. În consecință la transportul prin cabluri submarine, peste o lungime de numai câțiva km devine o necesiate utilizarea liniilor de înaltă tensiune în curent continuu. Necesitatea compensării energiei reactive apare și în cazul liniilor aeriene de înaltă tensiune mai lungi ceea ce nu este cazul la liniile de înaltă tensiune în curent continuu.
Spre deosebire de curentul continuu, densitatea de curent nu este uniformă pe secțiunea conductorului în cazul curentului alternativ, fiind mai mare la exterior. Rezultă că în curent continuu, la aceeași secțiune, conductorul este mai bine utilizat.
La fel în cazul cablurilor nu apar pierderi în dielectric, ceea ce are ca urmare posibilitatea utilizării unei izolații mai puțin pretențioase.
Pierderea de putere în cazul unei linii de înaltă tensiune în curent continuu, la tensiuni suficient de mari cum ar fi de exemplu modelul ipotetic al transportului energiei din nordul Africii în Europa, în caz optimal și fără a lua în considerare pierderile în stațiile de comutare, se cifrează la cca 3% pe 1000 km . Pe de altă parte, în cazul alimentării unei platforme de foraj maritime cu o putere mult mai mică prin intermediul uni cablu submarin, pierderile procentuale (relative) pe kilometru sunt comparabil mai mari datorită puterii și tensiunii mai mici.
În timp ce la liniile în curent alternativ este obligatorie o sincronizare a rețelelor conectate, aceasta nu mai este necesară la liniile de înaltă tensiune în curent continuu.
Liniile de înaltă tensiune în curent continuu sunt uneori utilizate și ca legături intermediare între porțiunile unei rețele sincrone foarte extinse, deoarece din cauza suprafeței mari acoperite, pot apărea defazaje. Un exemplu de astfel de legătură o constituie linia de înaltă tensiune în curent continuu din cadrul rețelei sincrone europene între localitățile Galatina(Italia) și Arachthos(Grecia) aflată la o depărtare de 300 km.
În plus la linia de înaltă tensiune în curent continuu izolația nu trebuie dimensionată la o valoare de vârf de {\displaystyle {\sqrt {2}}\cdot U_{nominal}}, deoarece în curent continuu tensiunea de vârf este aceeași cu tensiunea efectivă.

### Dezavantaje
Stațiile de comutare sunt foarte scumpe și permit doar o mică supraîncărcare. Este foarte greu să se extindă ulterior cu o ramificație o linie de înaltă tensiune în curent continuu existentă. Transmisia energiei prin linii de înaltă tensiune în curent continuu pare predestinată legăturii între două puncte.
Deoarece o linie de înaltă tensiune în curent continuu impune existența unei rețele trifazate pe partea de curent alternativ în care să poată livra energie, nu se poate alimenta în acest mod o rețea izolată. Pentru a putea totuși utiliza acest tip de tranport de energie electrică la o instalație de foraj maritim este necesară utilizarea unei soluții bazate pe tehnologia ‘Voltage Source Inverter’.
Pe durata exploatării, la tensiuni continue înalte de peste cca 300kV apar probleme în izolatoare și la trecerile conductoarelor în instalațiile în aer liber datorate depunerilor de impurități și infiltrării apei de ploaie.
La tensiuni alternative, câmpul electric spațial este influențat de capacitățile de exploatare și parazite. Deformarea câmpului datorită straturilor de impurități bune conducătoare de electricitate de pe izolatori, poate fi neglijată datorită curentului de deplasare comparativ mai mari ce apare. Altă este situția în cazul curentului continnuu de înaltă tensiune care modifică, datorită rezistenței ohmice mari a izolatorului, câmpul electric. O depunere de murdărie umedă poate contribui la deformarea câmpului electric în jurul izolatorului, având ca rezultat descărcarea de-a lungul corpului izolatorului.

## Date istorice
Prima linie de înaltă tensiune în curent continuu a fost proiectul Elba între Dessau și Berlin în 1945 (linie bipolară, tensiune simetrică de 200kV față de pământ, putere maximă 60MW). Această linie nu a fost pusă niciodată în funcțiune, fiind demontată în 1950 și utilizată la construirea unei linii monopolare de 100 km cu o putere de 30MW, tensiune de 200kV între Moscova și Kașira. În present linia este dezafectată.
În 1954 s-a pus în funcțiune linia de înaltă tensiune în curent continuu între insula Gotland și partea continentală a Suediei. Cea mai veche în funcțiune linie de înaltă tensiune în curent continuu este Konti-Skan între Danemarca și Suedia. În 1972 s- dat în funcțiune prima linie de înaltă tensiune în curent continuu având stațiiile de comutare pe bază de tiristoare în Eel River/Canada, iar în 1975 cea dintre centrala electrică din Kingsnorth și Londra cu redresoare cu vapori de mercur.

## Perspective

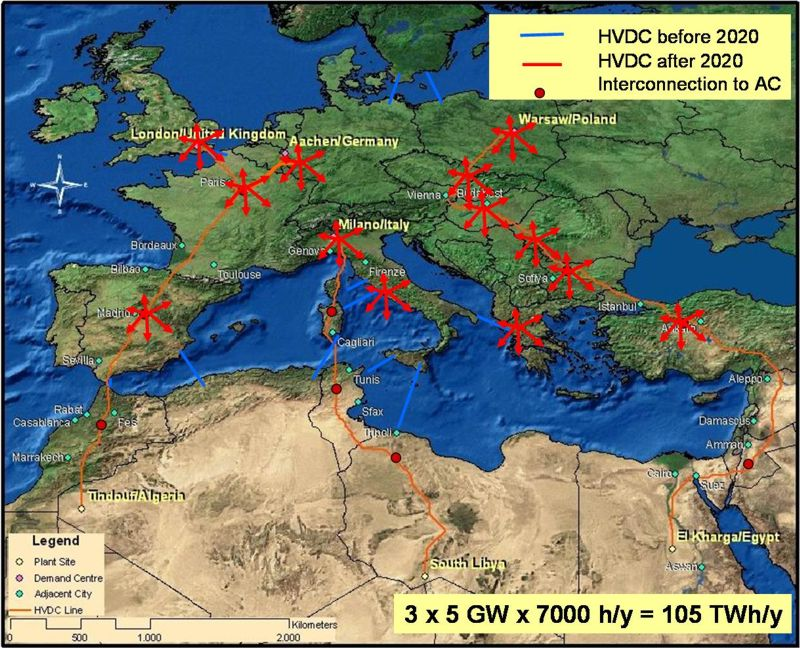
Reţeaua de linii de înaltă tensiune în curent continuu din cadrul proiectului EU-MENA

Având în vedere creșterea prețurilor la energie și dezvoltarea industrială mondială, este de așteptat ca în viitor să se utilizeze mai des modalitățile de transport energie electrică prin linii de înaltă tensiune în curent continuu ca alternativă la rețelele trifazate, pentru a reduce costurile și a mări eficiența transportului.
Este o problemă a viitorului dacă se vor dezvolta linii cu mai mult de două stații de comutare sau rețele de curent continuu. Bazele teoretice ale acestui tip de rețele au fost elaborate.
În cazul în care proiectul DESERTEC prinde viață, există posibilitatea apariției unei rețele europene de linii de înaltă tensiune în curent continuu care să preia energia electrică obținută din surse regenerabile (energie solară, energie eoliană) abundente în nordul africii, să o transporte cu o pierdere totală de maxim (10%-15%) și să o distribuie în țările uniunii europene.

## Exemple de linii de înaltă tensiune în curent continuu

### Instalații cu vapori demercur
Nelson River Bipol construit între Gillam/Canada și Rosser/Manitoba-SUA pe o distanță de 895 km la 450kV/1620MW a utilizat cele mai mari comutatoare pe bază de mercur, în prezent înlocuite cu tiristoare în 1993 și 2004.

### Instalații pe bază detiristoare
- HVDC Visby-Nas : Realizat în 1999 între Nas și Visby, ambele în Suedia pe o lungime de 70 km, tensiune de 80kV, putere de 50MW.
- Inga-Shaba: Realizat în 1979 între Kolwezi și Inga, ambele în Zaire pe o lungime de 1.700 km linie aeriană de 500kV pentru o putere de 560MW Deoarece linia aeriană traversează un teren deosebit de accidentat, a fost nevoie ca fiecare linie a celor două polarități să fie construită pe un alt traseu.
- HVDC Itaipu 1 și 2 (două linii): Construite în perioada 1984–1987 între Foz do Iguaçu/Paraguay și Sao Rogue în apropiere de São Paulo/Brasilien) pe o lungime de 785 km respectiv 805 km linie aeriană de +/−600kV, pentru o putere totală de 6296MW Generatoarele centralei din partea paraguaiană funcționează la 50 Hertz, pe când în in Brazilia frecvența rețelei este de 60 Hertz.

### Instalații funcționând pe bază de IGBT
- HVDC Tjæreborg Tjæreborg/Danemarca construită în 2000, tensiune de +9kV, putere de 7,2MW
- Estlink Espoo/Finlanda – Harku/Estonia a fost construită în 2006, tensiune de 150kV, putere de 350MW

### Stații back-to-back
- HVDC back-to-back station Broken Hill Broken Hill/New South Wales, Australia construită în 1986, tensiune de +-8.33kV, putere de 40MW.
- HVDC back-to-back station Chateauguay Châteauguay - Saint-Constant/Quebec-Canada construită în 1984, tensiune de 140kV, putere de 1000MW